# Louis Fleury
Louis Fleury (Lió, 24 de maig de 1878 — París, 1926) fou un compositor i flautista francès.

## Biografia
Deixeble de Paul Taffanel al Conservatori de París, Fleury va obtenir un primer premi de flauta l'any 1900. El 1902, es va unir a la Société Moderne d'Instruments à Vent i es va fer càrrec de la seva direcció quan Georges Barrère va marxar el 1905.
Molt preocupat pel repertori de flauta, contribueix al redescobriment d'obres de l'època barroca i encarrega noves peces als seus contemporanis. El 1913, per exemple, va interpretar el solo de flauta Syrinx de Claude Debussy, que li està dedicat. A Fleury li van dedicar moltes altres partitures, en particular la peça "Krishna" de la col·lecció "Joueurs de Flûte " Op. 27 d'Albert Roussel, que va interpretar per primera vegada l'any 1925.
L'any 1904, la compositora francesa Mel Bonis li va dedicar la seva "Sonata per a flauta i piano ", que va interpretar diverses vegades. El 1908, va participar en la creació francesa de les melodies de la compositora britànica Ethel Smyth. El 1921, el compositor britànic Cyril Rootham li va dedicar la "Suite en tres moviments per a flauta i piano". L'any 1924, Jacques Ibert li va dedicar la seva obra "Jeux-Sonatina per a flauta i piano".
És coautor, amb Paul Taffanel, de l'article dedicat a la flauta a l'Encyclopédie de la musique et dictionnaire du Conservatoire de Lavignac i La Laurencie.
La seva dona fou la pianista Gabrielle Monchablon i la seva filla Antoinette Fleury.